# Cerodontha bicolorata
Cerodontha bicolorata este o specie de muște din genul Cerodontha, familia Agromyzidae, descrisă de Spencer în anul 1969. Conform Catalogue of Life specia Cerodontha bicolorata nu are subspecii cunoscute.